# William Pulteney
PC William Pulteney I conte di Bath (Leicestershire, 22 marzo 1684 – 7 luglio 1764) fu insignito del titolo di conte di Bath nel 1742 e per un paio di giorni rivestì la carica di Primo Ministro.

## L'inizio della carriera
William Pulteney nacque da un'antica famiglia proveniente dal Leicestershire il 22 marzo 1684 da William Pulteney sr. e da Mary Floyd. William venne educato presso la Westminster School e presso il college di Christ Church (Oxford), laureandosi il 31 ottobre del 1700, la sua istruzione era stata per lo più di stampo umanistico e, alla fine degli studi, compì il classico Grand Tour nel Continente. Nel 1705 cominciò la propria carriera parlamentare al fianco di Henry Guy (1631-1710), precedente segretario del Tesoro, mantenendo il seggio ininterrottamente fino al 1734. Il partito presso cui trovò collocazione fu quello dei Whig (Regno Unito), in quegli anni lacerato da lotte interne. Nel 1709 il partito si venne a trovare in difficoltà a causa dei sermoni del pastore Henry Sacheverell che accusava i Whig di non operare per la salvaguardia della Chiesa d'Inghilterra ed anzi di essere più dalla parte della Chiesa Cattolica, che di quella Protestante. Questi sermoni produssero un grande malcontento fra la popolazione e i Whig videro erodersi la loro base di consenso, per questo decisero di processare il pastore che, nel 1710, venne sospeso per tre anni dal servizio e i suoi sermoni vennero mandati al rogo provocando disordini che durarono, a periodi alterni, per anni.
Due anni dopo, il politico Robert Walpole, grande amico di William, venne accusato di corruzione e mandato alla Torre di Londra. Queste accuse nascevano dai postumi dell'affare Sacheverell, Walpole era stato allettato dal Partito Tory di passare dalla loro parte, viste le cattive acque in cui navigavano i Whig, ma Walpole rifiutò preferendo rimanere all'opposizione con il suo partito. Nel 1712 William patrocinò con vemmenza la causa dell'amico presso la Camera dei Comuni (Regno Unito) e l'anno dopo, complice anche l'opinione pubblica che lo considerava la vittima di un processo farsa, Walpole riebbe il suo seggio in Parlamento e venne liberato.

## Una carriera di alti e bassi
Dal 1714 al 1717 William fu Secretary at War per Giorgio I d'Inghilterra e nel 1715 fu uno dei consiglieri che lavorarono, in gran segretezza, al Trattato di Utrecht che venne firmato nell'aprile del 1715. Il 6 luglio 1716 venne poi nominato membro del Consiglio privato di sua maestà, tuttavia la sua carica ebbe vita breve. Nel 1717, infatti, il cognato di Walpole, Charles Townshend, II Visconte Townshend, venne obbligato alle dimissioni a causa di un complotto dei Tory che aveva convinto il re che Townshend insieme al principe ereditario stesse complottando per deporre Giorgio I d'Inghilterra dal trono. Townshend venne obbligato a rassegnare le dimissioni e Walpole e William lo seguirono a ruota. Tre anni dopo, nel 1720 scoppiò la Bolla della South Sea Company e Walpole riottenne il favore reale e la sua carica, tuttavia l'ascesa di Walpole non comportò anche quella di William, infatti l'amico gli offrì soltanto un titolo da Pari d'Inghilterra che venne rifiutato. Nel 1723 comunque si persuase ad accettare il lucroso, ma oscuro, ruolo di Cofferer of the Household (carica oggi in disuso), quando però si rese conto di venire trascurato si oppose alla proposta di Walpole di saldare i debiti della cosiddetta civil list e nell'aprile del 1725 fu licenziato della propria sinecura.

## L'opposizione nell'opposizione
Da quel momento William scelse di fondare un gruppo alternativo, sempre in seno ai Wigh, che venne chiamato Patriot Whig e che raccoglieva coloro che sentivano come Walpole fosse diventato un tiranno ed un corrotto. Walpole tentò di riavvicinarsi all'amico tramite l'offerta di cariche politiche e titoli nobiliari che furono però rifiutati, anzi l'acrimonia di William cominciò ad estendersi al di fuori dei discorsi in Parlamento. Nel 1726 William fondò insieme a Henry Saint-John Bolingbroke un periodico chiamato The Craftsmen nel quale Walpole venne continuamente  attaccato per anni. Membri dei Wigh rispondenvano sullo stesso giornale, sia che l'argomento fosse la civil list o le imposte indirette, o le entrate del Principe di Galles o lo stato della politica interna, il Craftsmen pubblicava i pamphlet di William cui seguiva sempre una risposta degli avversari. Uno dei suoi articoli gli portò una sfida a duello, ed un altro ebbe come conseguenza il suo licenziamento dal Consiglio privato di sua maestà nel 1731. Se nell'ambito editoriale William aveva vita dura, in Parlamento invece se la passava meglio, grazie alla presenza di numerosi seguaci che lo appoggiavano. Nel 1733 uno scandalo circa l'appropriazione dei sinking fund fu cavalcato da William in ambito parlamentare, quando nello stesso anno il piano delle imposte indirette provocò un'ondata di indignazione popolare, questa trovò voce con William che in Parlamento si produsse in appassionate oratorie.
Nel 1734 le elezioni portarono William a sedere nel seggio del Middlesex, gli attacchi a Walpole continuarono, anche in ragione della sua crescente impopolarità, nel 1738, infatti, la guerra contro la Spagna era chiesta a gran voce dal popolo e Walpole, con la debole approvazione del proprio gabinetto, cercava invece di mantenere la pace. Cercando di conquistarsi il favore popolare Walpole dichiarò aperta la Guerra dell'orecchio di Jenkins nel 1739, tuttavia quando fu convocato il nuovo parlamento nel 1741, il suo partito risultò talmente diviso che Walpole rassegnò le dimissioni l'anno seguente.
Il compito di ricostruire il governo venne affidato a William che offrì a Spencer Compton, I conte di Wilmington il posto di First Lord of the Treasury (equivalente al Primo Ministro), riservando a sé stesso un seggio al gabinetto ed il titolo nobiliare di Conte di Bath sperando così di mantenere una certa supremazia sui colleghi ministri. Questa mossa malaccorta gli fece più dano che altro e la sua influenza scemò gradualmente fin quasi ad annullarsi.

## L'occasione persa
Nel 1743 Wilmington morì e William si propose come suo successore, ma il re Giorgio II d'Inghilterra nominò invece Henry Pelham, ma tre anni dopo la sua aspirazione parve avverarsi.
Il  10 febbraio 1746 il governo di Pelham si dimise in massa ed il sovrano guardò a William come possibile alternativa, egli però si rese presto conto di non avere all'interno del Parlamento la maggioranza necessaria per dare vita ad un governo stabile e convinse il re a richiamare Pelham in servizio.
Questo fallimento decretò la sua morte politica, negli anni seguenti le sue uniche attività furono qualche occasionale pamphlet e qualche raro discorso, anche se non aveva perso tutti i sostenitori; due pastori infatti cantarono le sue lodi, Zachary Pearce (8 settembre 1690-29 giugno 1774) e Thomas Newton (1º gennaio 1704-14 febbraio 1782).

## Matrimonio e morte
William si sposò il 27 dicembre 1714 con Anna Maria Gumley; ella morì il 14 settembre 1758 e i due ebbero un solo figlio:
- William Pulteney (9 gennaio 1731-Madrid 12 febbraio 1763) che morì di febbre

William morì il 7 luglio del 1764 e fu sepolto all'Abbazia di Westminster